# 賀瑒
賀 瑒（が とう、452年 - 510年）は、南朝斉から梁にかけての官僚・儒学者。字は徳璉。本貫は会稽郡山陰県。賀循の玄孫にあたる。

## 経歴
賀損（賀道力の子）の子として生まれた。代々儒学を伝える家に生まれ、若くして家業の学問を教えられた。南朝斉のとき、劉瓛が会稽府丞となると、賀瑒と会ってその器量に感心し、「この学生はたいへん明敏であるので、将来は儒者の宗となるであろう」と張融に語った。劉瓛が建康に帰ると、賀瑒を推薦して国子生とした。賀瑒は明経に挙げられ、揚州祭酒となり、まもなく国子助教を兼ねた。奉朝請・太学博士・太常丞を歴任し、母が死去したため職を辞して喪に服した。南朝梁の天監初年、再び太常丞となり、礼の専門家として推薦され、武帝に召し出されて『礼記』を講釈すると、武帝は感心して、賀瑒を華林の講義に参加させた。天監4年（505年）、初めて五館が開かれると、賀瑒は五経博士を兼ねた。武帝が昭明太子に命じて礼を学ばせると、賀瑒は『五経義』を編纂して、これを教材にして太子に教えた。武帝が南朝梁の礼楽を定めるにあたって、賀瑒の建議した意見は多くが採用されて実施された。天監7年（508年）、賀瑒は歩兵校尉に任じられ、五経博士を兼ねた。天監9年（510年）、病にかかり、武帝が医者と薬を送って見舞わせたが、その甲斐なく館で死去した。享年は59。著書に『礼講疏』・『易経講疏』・『老子講疏』・『荘子講疏』・『朝廷博議』数百篇があり、また『賓礼儀注』145巻があった。

## 子女
- 賀革
- 賀季（やはり三礼に明るく、官は尚書祠部郎となり、中書通事舎人を兼ねた。歩兵校尉・中書黄門郎を歴任し、著作を兼ねた）

## 伝記資料
- 『梁書』巻48 列伝第42
- 『南史』巻62 列伝第52